# Brabant-le-Roi
Brabant-le-Roi – miejscowość i gmina we Francji, w regionie Grand Est, w departamencie Moza.
Według danych na rok 1990 gminę zamieszkiwało 241 osób, a gęstość zaludnienia wynosiła 22 osób/km² (wśród 2335 gmin Lotaryngii Brabant-le-Roi plasuje się na 806. miejscu pod względem liczby ludności, natomiast pod względem powierzchni na miejscu 538.).